# Lieke Sievers
Lidy Jeanet (Lieke) Sievers (Ede, 14 oktober 1959) is een Nederlandse bestuurder en partijloos politica. Van 19 december 2016 tot en met 26 maart 2025 was zij burgemeester van Edam-Volendam.

## Loopbaan
Sievers studeerde van 1978 tot 1982 op de toenmalige Nederlandse Politieacademie. Van 1982 tot 2008 was zij werkzaam bij de Rijkspolitie en twee politieregiokorpsen in diverse leidinggevende functies. In die periode was zij van 1987 tot 1989 gedetacheerd als beleidsmedewerker openbare orde voor het ministerie van Justitie op Aruba. Van 2008 tot eind 2016 was zij voorzitter veiligheidsdirectie en commandant brandweer van de Veiligheidsregio IJsselland.
In 2009 volgde zij een Masteropleiding Crisis and Disastermanagement van het NIFV en de NSOB.

### Burgemeester van Edam-Volendam
Op 13 oktober 2016 werd door de gemeenteraad van Edam-Volendam bekendgemaakt dat Sievers de nieuwe burgemeester van deze gemeente zou worden. Zij werd geïnstalleerd op 19 december 2016.
Op 16 mei 2024 heeft Sievers aan de gemeenteraad meegedeeld dat zij in maart 2025 haar ambt neerlegt. Sievers is op 26 maart 2025 formeel afgetreden.

## Familie
Sievers is een kleindochter van Herman Martinus Oldenhof die van 1929 tot 1962 burgemeester was van o.a. Kampen en Ede. Sievers heeft een partner en drie kinderen. Haar echtgenoot overleed in 2021. Tot haar burgemeesterschap woonde zij in Oldebroek.